# Longfellow (Pensilvania)
Longfellow es un lugar designado por el censo ubicado en el condado de Mifflin en el estado estadounidense de Pensilvania. En el Censo de 2010 tenía una población de 215 habitantes y una densidad poblacional de 208,74 personas por km².

## Geografía
Longfellow se encuentra ubicado en las coordenadas 40°30′24″N 77°39′56″O / 40.50667, -77.66556. Según la Oficina del Censo de los Estados Unidos, Longfellow tiene una superficie total de 1.66 km², de la cual 1.66 km² corresponden a tierra firme y (0%) 0 km² es agua.

## Demografía
Según el censo de 2010, había 215 personas residiendo en Longfellow. La densidad de población era de 208,74 hab./km². De los 215 habitantes, Longfellow estaba compuesto por el 100% blancos, el 0% eran afroamericanos, el 0% eran amerindios, el 0% eran asiáticos, el 0% eran isleños del Pacífico, el 0% eran de otras razas y el 0% pertenecían a dos o más razas. Del total de la población el 0% eran hispanos o latinos de cualquier raza.